# 14 Jours pour aller mieux
Pour plus de détails, voir Fiche technique et Distribution.
14 Jours pour aller mieux est une comédie française réalisée par Édouard Pluvieux et sortie en 2024,.

## Synopsis
Max, au bord du burn out, est forcé par son patron (et futur beau-père) de faire un stage « bien être » de 14 jours, accompagné de son futur beau-frère. Le stage se révèle au fur et à mesure plus perturbant pour lui qu'il ne l'avait envisagé.

## Fiche technique
Sauf indication contraire, les informations mentionnées dans cette section peuvent être confirmées par les bases de données cinématographiques IMDb et Allociné,  présentes dans la section « Liens externes ».
- Titre original : 14 Jours pour aller mieux
- Réalisation : Édouard Pluvieux
- Scénario : Lionel Dutemple, Édouard Pluvieux et Maxime Gasteuil
- Musique : Olivier Coursier et Audrey Ismaël
- Décors :
- Costumes : Mahémiti Deregnaucourt
- Photographie : Laurent Brunet
- Son : Eddy Laurent et Serge Rouquairol
- Montage : Sarah Chartier et Muriel Douvry
- Production :
- Sociétés de production : Nolita Cinema et Las Palmeras
- Société de distribution : Wild Bunch Distribution
- Budget : 4 millions d'euros
- Pays de production :  France
- Langue originale : français
- Format :
- Genre : Comédie
- Durée : 90 minutes
- Dates de sortie :
  - France : 
    - 11 janvier 2024 (Bordeaux)
    - 6 mars 2024 (en salles)

## Distribution
- Maxime Gasteuil : Maxime Ouvrard
- Zabou Breitman : Clara, l'animatrice du stage
- Lionel Abelanski : Luc, l'animateur du stage
- Romain Lancry : Romain, le frère de Nadège
- Anne Serra : Nadège, la fiancée de Maxime
- Bernard Farcy : Hubert, le père de Nadège
- Chantal Lauby : Madeleine Ouvrard, la mère de Maxime
- Michel Boujenah : Pierre Ouvrard, le père de Maxime
- David Salles : Serge
- Estéban : César
- Rosa Bursztein : Stéphanie
- Clémence Bretécher : Pascale[3]
- Tatiana Gousseff : France
- Nader Boussandel : Nabil
- Ragnar Le Breton : le policier municipal
- Redouane Bougheraba : le boulanger parano
- Claude Luisier : le fromager